# Dublin Death Patrol
Dublin Death Patrol (DDP) es una banda estadounidense de thrash metal formada en 2006 por el cantante de Testament Chuck Billy y el cantante de Exodus Steve Souza.
La banda comenzó como una pieza de 7 con Souza y Chuck Billy en la voz, el hermano de Chuck Andy Billy, Greg Bustamante y Steve Robello en la guitarra, Willy Lange en el bajo y Dan Cunningham en la batería. Durante el proceso de grabación del álbum en 2007, la banda agregó 3 miembros más al redil, Troy Luccketta en la batería / percusión, el hermano de Steve Souza, John Souza en el bajo, y Phil Demmel en la guitarra. Hicieron un cambio más después de que el álbum agregara a su undécimo miembro, Eddie Billy en el bajo, el tercero de los hermanos Billy en la banda.
Para los shows locales después del lanzamiento del álbum, la alineación fue de 8 piezas con Chuck Billy y Steve Souza en la voz, Willy Lange en el bajo, Andy Billy, Steve Robello, Greg Bustamante y John Hartsinck en la guitarra, y Danny Cunningham en la batería.
Para la gira del álbum, no todos los miembros pudieron hacerlo en todo el país y en el extranjero, por lo que la alineación de la gira se redujo a Chuck Billy y Souza, John Souza en el bajo, Dan Cunningham en la batería y Andy Billy y Greg Bustamante en guitarra con el invitado especial John Hartsinck también en guitarra. Finalmente, la alineación "oficial" de la ciudad natal se restableció y John Hartsinck tomaría el lugar de Phil Demmel (aunque parece que tomó el lugar de Steve Robello, y Steve Robello fue colocado nuevamente en el lugar de Demmel).
Dublin Death Patrol ha lanzado dos álbumes en el sello Mascot Records, "DDP 4 Life" de 2005 y el esfuerzo de seguimiento de 2012, "Death Sentence", el 14 de agosto.